# Brug 118
Brug 118 is een vaste brug in Amsterdam-Centrum.
De brug is gelegen in de noordelijke kade van de Bloemgracht. Ze overspant de Lijnbaansgracht en voert naar de Marnixstraat. Op steenworp afstand liggen de bruggen brug 119 en de Bullebakssluis, beide over de Bloemgracht.
Er ligt hier al eeuwen een brug, op de kaart van Joan Blaeu uit 1649 staat de brug al ingetekend. Er stonden al wat gebouwen en een molen ten westen van de Lijnbaansgracht, toen Baansgracht. In 1884 kwam hier een vaste brug, tot dan deed een ophaal- of basculebrug hier dienst, omdat schepen via de Lijnbaansgracht nog af- en toevoer verzorgden. Al in 1903 was de brug dermate versleten dat er een nieuwe moest komen.
In 1961 was het bijna gedaan met de brug; er lag een voorstel ter tafel om de Lijnbaansgracht tussen Bloemgracht en Rozengracht te dempen; het voorstel ging echter niet door. Van 2009 tot en met 2011 werd de brug gerenoveerd, waarbij een metalen noodbrug werd geplaatst.
Ten noordoosten van de brug ligt het gemeentelijk monument Lijnbaansgracht 99/Bloemgracht, een voormalig post- en telegraafkantoor. Aan de noordwestelijke kant voert een trapje naar het voetgangersgebied aan de Westerkade, de westelijke kade van de Lijnbaansgracht.
<<< · 100 · 101 · 102 · 103 ·  105 · 106 · 107 · 108 · 109 ·  110 · 111 · 112 · 113 · 114 · 115 · 116 · 117 · 118 · 119 · 120 · 121 · 122 · 123 · 124 · 125 · 126 · 127 · 128 · 129 · 130 · 131 · 132 · 135 · 136 · 137 · 138 · 139 · 140 · 141 · 142 · 143 · 144 · 145 · 146 · 147 · 148 · 149 ·  150 · 151 · 152 · 155 · 156 · 159 · 160 · 161 · 162 · 163 · 164 · 165 · 166 · 167 · 168 · 169 ·  170 · 171 · 172 · 173 · 174 · 175 · 176 · 177 · 178 · 179 · 180 · 181 · 182 · 183 · 184 · 185 · 186 · 187 · 189 · 190 · 191 · 192 · 193 · 194 · 195 · 196 · 198 · 199 · >>>
Brugnummers 104, 133, 134, 153, 154, 157, 158, 188 en 197 zijn niet (meer) in gebruik.